# Isidoro Moreno
Isidoro Moreno Navarro (Sevilla, 1944), catedrático en Antropología Social y Cultural en Sevilla, fundador de la disciplina en la Universidad de Sevilla.

## Biografía
Inicia su labor docente en 1968, tras renunciar a hacerlo en Madrid, como le propuso su maestro José Alcina Franch (quien trajo la disciplina de la antropología a Andalucía en los años 60), y de acuerdo a su deseo de desarrollar la disciplina en la región.
En 1970 comienza sus primeras investigaciones sobre la cultura andaluza, presentando su tesis doctoral: “Propiedad, clases sociales y hermandades en la Baja Andalucía”, siendo esta la primera monografía antropológica realizada por un andaluz sobre una comunidad andaluza. Desde entonces ha dedicado buena parte de su vida a estudiar la identidad del pueblo andaluz, unos estudios a través de los cuales se ha centrado en la lucha por el patrimonio, la reforma agraria y los derechos de los trabajadores.
Destaca su comprometida militancia en la lucha contra la dictadura franquista, lo que le llevó a ser represaliado en diferentes ocasiones. Fue uno de los firmantes, como Secretario General del Partido del Trabajo de Andalucía, del Pacto Autonómico de Antequera de 1978. Asimismo, fue un gran impulsor del movimiento para la obtención de la autonomía andaluza por la vía del artículo 151.
En 1990 fundó junto a otras personalidades destacadas como su amigo Diamantino García, la Asociación Pro Derechos Humanos de Andalucía, en la que aún sigue desempeñando funciones en temas como la inmigración o las minorías marginadas o excluidas. En esta línea, también se ha significado notablemente en la reivindicación del pueblo saharaui por conseguir su derecho a la autodeterminación. Ha servido de antecedente a otros movimientos sociales formados en Andalucía desde la fecha.
Entre sus intereses como investigador destaca el análisis del actual proceso de globalización y reafirmación de las Identidad colectiva. Desde finales de los años ochenta es el coordinador del Grupo para el Estudio de las Identidades Socioculturales en Andalucía (GEISA), conformado por un amplio equipo de investigadores e investigadoras que se ocupan del análisis de diversos aspectos de la cultura andaluza y de sus transformaciones: migraciones, culturas étnicas, del trabajo y de género; asociacionismo, religiones, patrimonio cultural y rituales festivos…
Isidoro ha facilitado el conocimiento de la biografía de grandes personalidades andaluzas como Blas Infante, Antonio Machado Álvarez, Carlos Cano.

## Obra publicada
Es autor de cientos de libros propios, artículos en revistas científicas o tesis dirigidas. Además, ha ejercido de director, guionista y asesor de diversas series documentales para la Canal Sur y TVE.
De su obra destaca especialmente:
- Isidoro Moreno Navarro, Aa. Vv.: Desde la Universidad : Aportaciones al Debate Público. Sevilla, España. Universidad de Sevilla. Secretariado de Publicaciones. 2008. 352
- Isidoro Moreno Navarro: La Identidad Cultural de Andalucía. Aproximaciones, Mixtificaciones, Negacionismo y Evidencias. Sevilla, España. Centro de Estudios Andaluces. Junta de Andalucía. 2008. 261
- Isidoro Moreno Navarro, Esther Fernández de Paz: Artes y Artesanías de la Semana Santa Andaluza. Sevilla, España. Tartessos. 2006. 437
- Isidoro Moreno Navarro, Fernando Carlos Ruiz Morales, Juan Antonio Díaz López, Alberto Egea Fernández Montesinos, Manuel Hijano del Río, et. al.:
Dos Siglos de Imagen de Andalucía. Sevilla, España. Centro de Estudios Andaluces. 2006. 157
- Isidoro Moreno Navarro: La Semana Santa de Sevilla. Conformación, Mixtificación y Significaciones. 5.ª Edición. Sevilla, España. Biblioteca de Temas Sevillanos. Ayuntamiento de Sevilla. Instituto de la Cultura y las Artes. 2006. 310
- José Alcina Franch, Isidoro Moreno Navarro:
Justicia y Libertad. Sevilla, España. Secretariado de Publicaciones de la Univ. Sevilla y Asana. 2005. 445
- Isidoro Moreno Navarro, Juan Agudo Torrico, Esther Fernández de Paz, Carmen Mozo González: Enciclopedia General de Andalucía (15 Volúmenes). Málaga, España. C&T Editores. 2004. 15 Vol
- Isidoro Moreno Navarro: La Globalización y Andalucía. Sevilla. Mergablum Edición y Comunicación. 2002. 250
- José Cazorla Pérez, Francisco Javier Escalera Reyes, Isidoro Moreno Navarro, Cristina Cruces Roldan, Miguel Ropero Nuñez: La Identidad del Pueblo Andaluz. Sevilla. Defensor del Pueblo Andaluz. 2001. 175
- Isidoro Moreno Navarro: La Semana Santa de Sevilla : Conformación, Mixtificación y Significaciones. Sevilla. Libanó. 2001. 252
- Isidoro Moreno Navarro: Gran Enciclopedia Andaluza del Siglo XXI (Gea). Conocer Andalucía. Córdoba. Tartessos. 2000
- Isidoro Moreno Navarro: La Semana Santa de Sevilla : Conformación, Mixtificación y Significaciones. Sevilla. Ayuntamiento de Sevilla. 1999. 302
- Isidoro Moreno Navarro: Las Hermandades Andaluzas : una Aproximación desde la Antropología. Sevilla. Universidad de Sevilla. 1999. 195
- Isidoro Moreno Navarro: Mayores y Exclusión Social : Por una Revolución Tranquila Hacia una Sociedad de Todas las Edades. Sevilla. Universidad de Sevilla. 1999. 69
- Isidoro Moreno Navarro: La Antigua Hermandad de los Negros de Sevilla : Etnicidad, Poder y Sociedad en 600 Años de Historia. Sevilla. Universidad de Sevilla. 1997. 562
- Isidoro Moreno Navarro: Blas Infante. Sevilla,. Fundación Blas Infante. 1995. 32
- Isidoro Moreno Navarro: Andalucía: Identidad y Cultura. Málaga. Ágora. 1993. 150
- Isidoro Moreno Navarro: La Semana Santa de Sevilla. Sevilla,. Secr. Publicaciones Universidad Sevilla/ Servicio Publicacicones Ayuntamiento de Sevilla. 1992. 235
- Isidoro Moreno Navarro: Apostando a la Democracia. Madrid, Akal Editor. 1975. 287
- Isidoro Moreno Navarro:
Propiedades, Clases Sociales y Hermandades en la Baja Andalucía. Bilbao, Siglo XXI de España Editores. 1972. 322

## Reconocimientos
Toda esta trayectoria ha sido reconocida, entre otras distinciones, con el “Premio Andalucía de Investigación Plácido Fernández Viagas sobre Temas Andaluces” (2001) y el “Premio Internacional Etno-demo-antropológico Giuseppe Pitré” (2005), que distingue la trayectoria de los más destacados antropólogos mundiales. En 2008 recibe el “Premio Fama” de la Universidad de Sevilla, por su dilatada labor docente e investigadora en esta universidad. En 2009 la Diputación de Sevilla le concede la Medalla de Oro de la Provincia. Además ha sido homenajeado por diversas Asociaciones, como la de Emigrantes Andaluces en Cataluña o de Inmigrantes Africanos en Andalucía.
Ha sido recomendado para la Medalla de Andalucía 2010.
Su hija, Susana Moreno Maestro, es profesora e investigadora adjunta en el Departamento de Antropología Social de la Universidad de Sevilla. Ambos son miembros del Sindicato Andaluz de Trabajadores